# Watsonian Football Club
Maillots
 Watsonian FC est un club de rugby à XV écossais situé à Édimbourg, qui évolue dans en Championnat d'Écosse, l'élite du championnat écossais.

## Histoire
Le club fut fondé en 1875 par d’anciens élèves du lycée George Watson’s College. Les couleurs grenat et blanc furent adoptées en 1876 et le club devient membre de la fédération écossaise en 1877.
Il a remporté à plusieurs reprises le championnat « non officiel » et la Border League. Depuis la réorganisation des compétitions en 1973, Watsonians a remporté le championnat une fois.

## Palmarès
- Champion d’Écosse (non officiel) : 1891/92, 1892/93, 1893/94, 1894/95, 1896/97, 1902/03, 1908/09, 1909/10, 1910/11, 1911/12, 1913/14, 1920/21, 1934/35, 1936/37, 1969/70
- Champion d’Écosse (Scottish Premiership Division 1) (1) : 1997/98
- Coupe d’Écosse : 2006
- Champions de Deuxième Division: 1990/91, 2002/03

## Joueurs célèbres
Le club a fourni 62 joueurs à l’Équipe d’Écosse, dont cinq capitaines, et 7 Lions britanniques.
- Chris Cusiter
- Philip Fitzgerald
- Stuart Grimes
- Gavin Hastings
- Scott Hastings
- David Johnston
- George Roberts
- Tom Smith
- Jason White